# Königshofen (Lauda-Königshofen)
Königshofen ist ein Stadtteil der Doppelstadt Lauda-Königshofen im Main-Tauber-Kreis in Baden-Württemberg und war bis 1974 eine selbständige Stadt.

## Geographie

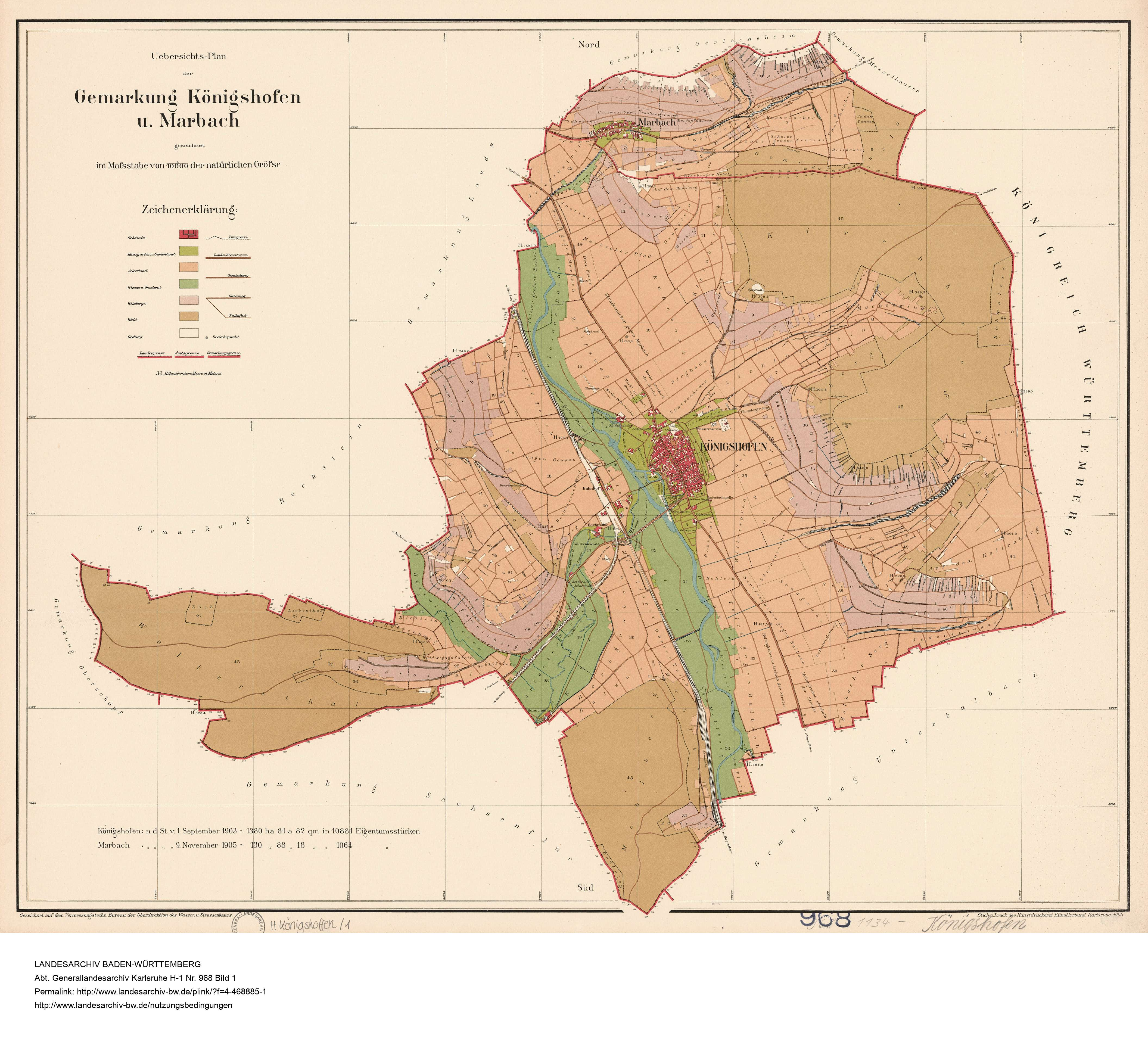
Die Gemarkung von Königshofen, um 1906, daneben die Gemarkung von Marbach

Königshofen liegt im Main-Tauber-Kreis, dem nördlichsten Landkreis Baden-Württembergs, in der historisch als Tauberfranken bekannten Region. Königshofen hat 2.541 Einwohner (Stand: Januar 2024) und nimmt eine Fläche von 13,81 km² ein.

## Wappen

Bannerflagge von Königshofen

| Wappen von Königshofen | Blasonierung: „Geteilt in Silber und Rot, oben ein golden gekröntes Königshaupt, unten ein silbernes sechsspeichiges Rad.“ |
| Wappen von Königshofen | Wappenbegründung: Das Königshaupt ist eine sprechende Figur. Das Feld darunter spielt auf das Erzbistum und Kurfürstentum Mainz an. Königshofen gehörte bis 1802 zum Erzbistum. Das Muster des heutigen Wappens basiert auf Siegeln, vermutlich seit etwa 1550. Drucke existieren seit 1599. Königshofen war Mitte des 18. Jahrhunderts Marktflecken und wurde später „Stödtlein“ genannt. Die Stadtrechte verlor die Gemeinde 1921 und erhielt sie 1950 zurück. Am 1. Januar 1975 wurde sie in die Stadt Lauda-Königshofen eingemeindet. |

## Geschichte

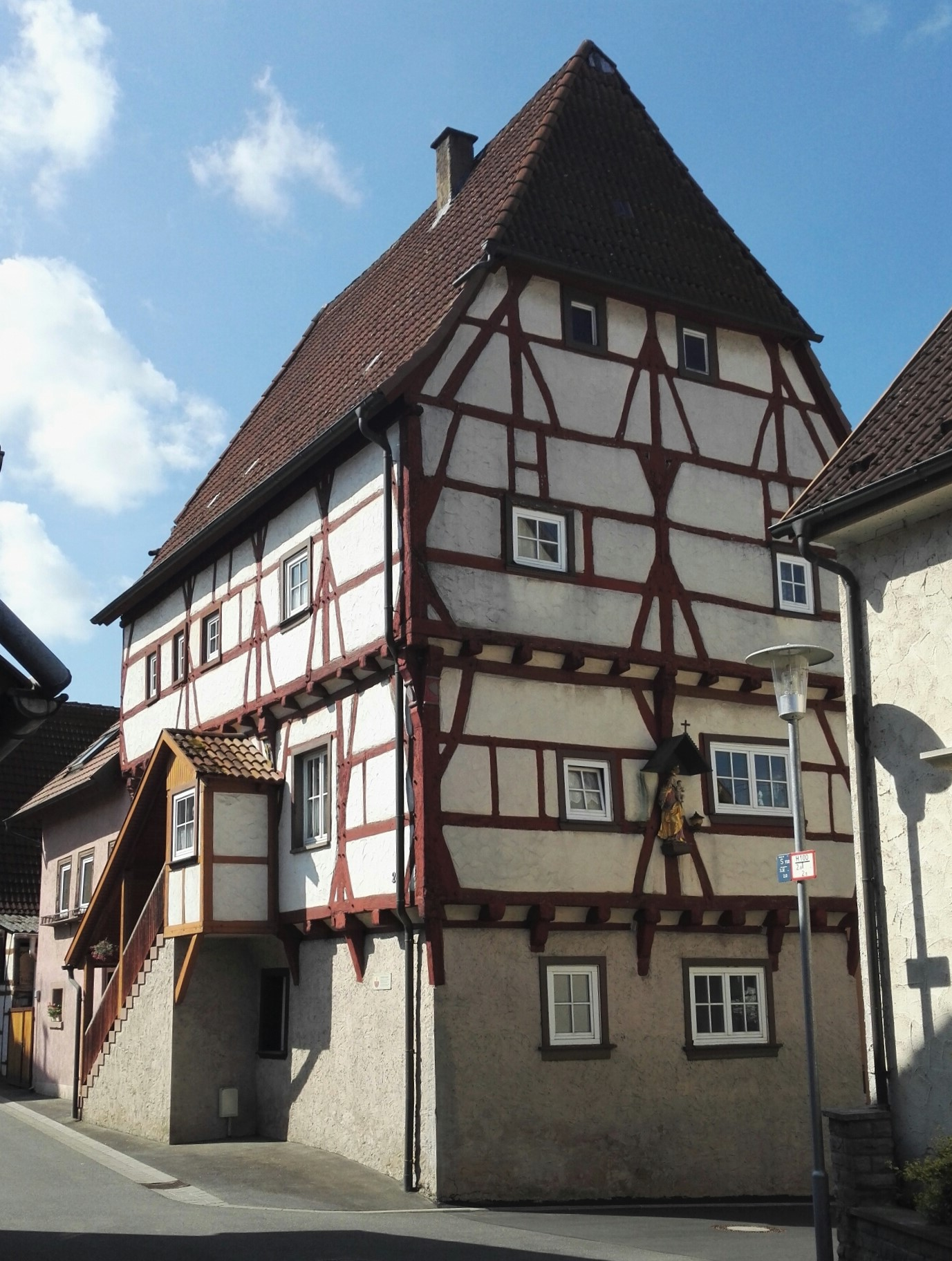
Das Hohe Haus

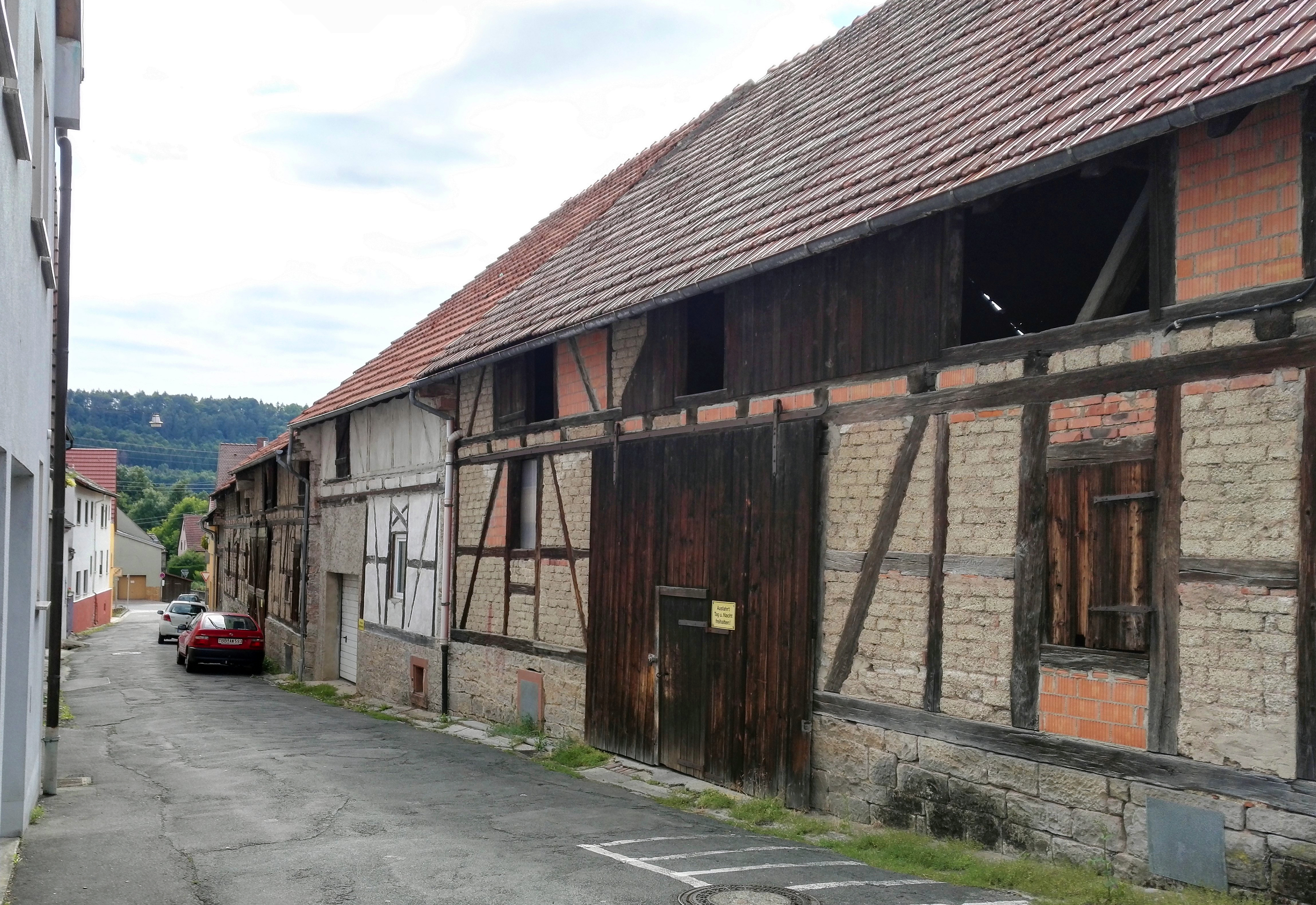
Die Obere Mauerstraße

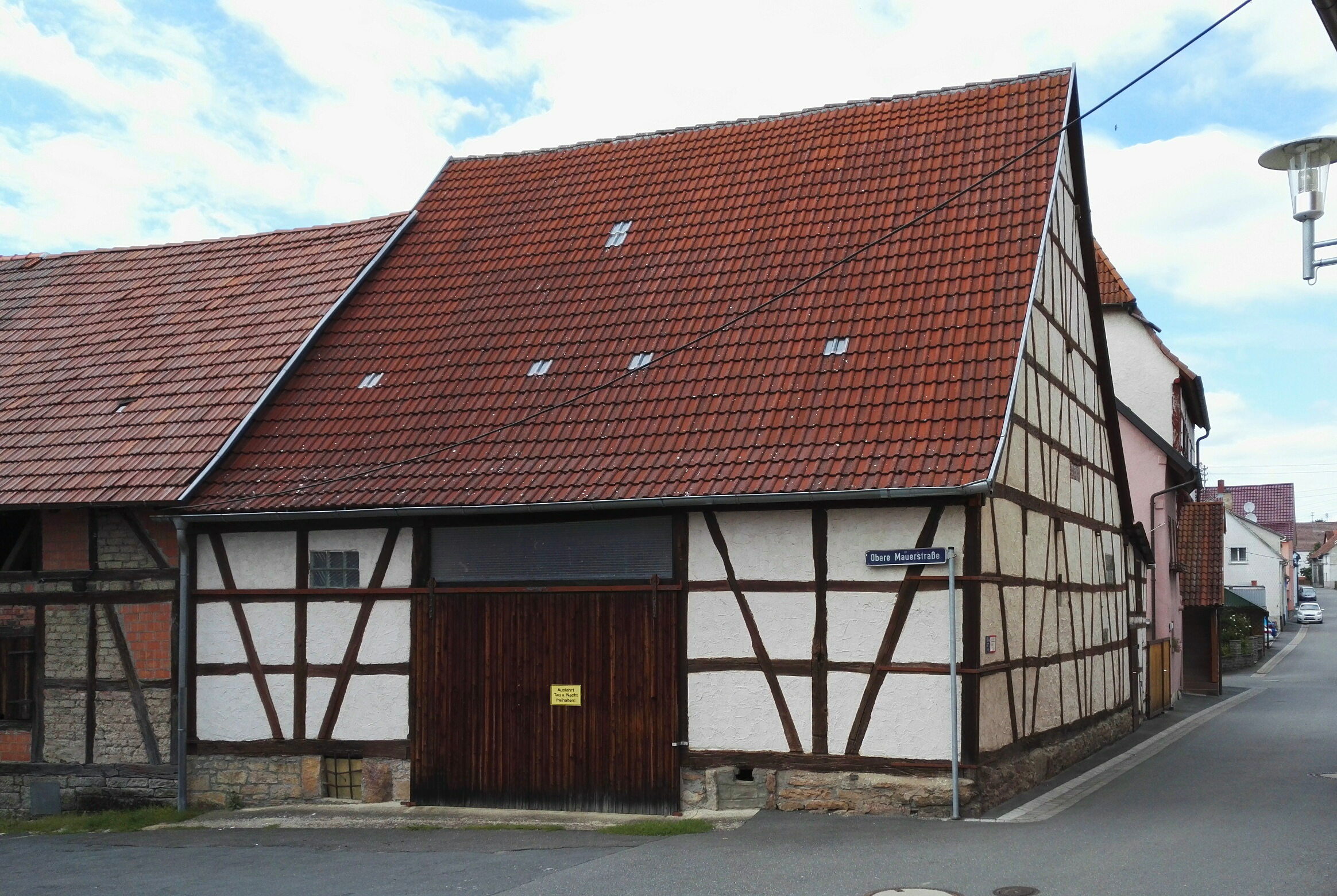
Südöstliche Ecke Obere Mauerstraße

### Urgeschichte
Südlich von Königshofen liegt das schnurkeramische Gräberfeld Wöllerspfad.

### Mittelalter und frühe Neuzeit
Im Jahre 1415 wurde die Königshöfer Messe erstmals urkundlich als eintägiger Matthäus-Markt erwähnt.
1492 erfolgte die Verleihung des Marktprivilegs an Königshofen durch Kaiser Friedrich III.
Im Bauernkrieg fand am 2. Juni 1525 auf dem Turmberg bei Königshofen eine Schlacht zwischen den vereinigten Neckartaler und Odenwalder Haufen und der Ritterschaft unter Georg Truchsess von Waldburg-Zeil statt, in der mehrere Tausend Bauern zu Tode kamen. Vor der Schlacht verließen Götz von Berlichingen und der Graf von Wertheim den Bauernhaufen. Der Graf von Wertheim wechselte zum Bund über.
Als die bündische Reiterei auf die Flanken der Bauernstellungen los stürmte, war das Treffen schon entschieden, da die wenigen Geschütze der Bauern von Unkundigen bedient wurden. In dem Gemetzel kamen etwa 8000 Bauern zu Tode. Die Fürsten selbst nahmen an der Verfolgung der flüchtenden Bauern teil. Es däuchte Ihnen lustig, gleich einer Schweinehatz, stellte ein zeitgenössischer Beobachter fest.
Nur einigen Hundert Bauern gelang die Flucht. Am Abend desselben Tages ließ der Truchseß von Waldburg-Zeil, der Führer des Bundesheeres, in Königshofen vier Bauern hinrichten. In der Schlacht kamen alle 300 Bürger von Königshofen bis auf 15 um. Das war nur der Auftakt eines furchtbaren Strafgerichts der Fürsten.

### Neuzeit
Im Rahmen der Säkularisation aufgrund des Reichsdeputationshauptschlusses kam Königshofen an das Fürstentum Leiningen, nach dessen Auflösung durch die Rheinbundakte 1806 an das Großherzogtum Baden. Durch den Anfall an Baden in eine zunächst ungünstige Randlage geraten, kamen Weinbau und Weinhandel fast vollständig zum Erliegen. Erst nach der Mitte des 19. Jahrhunderts besserte sich das mit dem Bau der Eisenbahn.
Am Ende des Zweiten Weltkriegs fanden auf dem Turmberg zu Ostern 1945 beim Einmarsch der US-amerikanischen Truppen heftige Gefechte statt, in deren Folge Königshofen am 1. April 1945 zu drei Vierteln zerstört wurde.
Am 1. Januar 1972 wurde das württembergische Deubach nach Königshofen eingemeindet und kam so vom Landkreis Mergentheim zum Landkreis Tauberbischofsheim; am selben Tag wurden auch Messelhausen und Sachsenflur nach Königshofen eingemeindet. Bereits ein Jahr später wurde der Landkreis Tauberbischofsheim im Rahmen der Kreisreform aufgelöst. Seither gehört das Gebiet der heutigen Stadt zum Main-Tauber-Kreis. Am 1. Januar 1975 vereinigte sich die Stadt Königshofen mit der Stadt Lauda und der Gemeinde Unterbalbach im Rahmen der Gebietsreform in Baden-Württemberg zur Stadt Lauda-Königshofen.

## Religion

### Christentum
Die katholischen Kirchen des Stadtteils Königshofen gehören zur Seelsorgeeinheit Lauda-Königshofen im Dekanat Tauberbischofsheim des Erzbistums Freiburg.

### Judentum
In Königshofen bestand eine jüdische Gemeinde von der Zeit des 17. Jahrhunderts bis zu ihrer Auflösung 1906.

## Kultur und Sehenswürdigkeiten

### Bauwerke und Baudenkmale
Die Königshofener Warte auf dem Turmberg östlich des Ortes ist ein im 16. Jahrhundert errichteter 8 m hoher ehemaliger Wartturm, der heute als Aussichtsturm genutzt wird.
Das Hohe Haus gilt als ältestes Gebäude Königshofens und wurde etwa um 1420 bis 1450 erbaut. Es diente als Amtshaus für die Vertreter der damaligen Mainzer Herrschaft.

### Rad- und Wanderwege
Königshofen liegt am Taubertalradweg. Der Panoramaweg Taubertal und der etwa 180 Kilometer lange Jakobsweg Main-Taubertal führen ebenfalls durch Königshofen.
Schule
In Königshofen gibt es eine Schule, die Turmbergschule. Es ist eine Grundschule mit den Klassenstufen eins bis vier.

## Vereine
In der Saison 1987/88 konnte der SV Königshofen die Meisterschaft in der Fußball-Landesliga Odenwald gewinnen.